# Leonardo Tamayo Núñez
Leonardo Tamayo Núñez   (Sierra Maestra, 6 de novembre de 1941) és un revolucionari cubà que va lluitar a les ordres del Che Guevara a la Revolució Cubana i a Bolívia, on va ser un dels tres cubans supervivents de la Guerrilla de Ñancahuazú. Posteriorment, va aconseguir el grau de coronel a les Forces Armades Revolucionàries de Cuba.

## Biografia
Nascut en una masia situada en plena Sierra Maestra, es va integrar a la guerrilla del Moviment 26 de Juliol el 1957 quan encara era un adolescent de 15 anys.
Va ser escorta i part del grup de màxima confiança del Che Guevara, entre els quals també hi havia Juan Alberto Castellanos, Hermes Peña, Carlos Coello «Tuma», Harry Villegas «Pombo» i Angel Felipe Hernández «Sitaini».
Va participar en la batalla de Santa Clara i en altres combats i després es va establir al Castell de San Carlos de la Cabaña, a l'Havana, a partir de gener de 1959.
El 1961 va ser secretari de la delegació cubana encapçalada pel Che Guevara a la Conferència Social i Econòmica Interamericana que es va realitzar a Punta del Este.
Entre 1966 i 1967 Tamayo va participar del focus guerriller que el Che Guevara va establir a Bolívia, a la zona del riu Ñancahuazú. El grup guerriller va prendre el nom d'Exèrcit d'Alliberament Nacional de Bolívia amb seccions de suport a Argentina, Xile i Perú. Els enfrontaments armats van començar el 23 de març de 1967.
Allà va adoptar com a nom de guerra el d'«Urbano», amb el qual se'l coneix des de llavors internacionalment. Va ser un dels cinc homes (tres cubans i dos bolivians) que va aconseguir escapar del setge militar que va anihilar al grup guerriller. Tamayo ha comentat que si hagués sabut que el Che Guevara es trobava presoner a La Higuera el petit grup supervivent hagués intentat el rescat:
| « | Pressentíem que assassinarien el Che com ho havien fet amb altres guerrillers capturats, perquè el Che viu era una gran amenaça per als imperialistes i els seus aliats, i si era jutjat es convertiria d'acusat en acusador dels enemics dels pobles llatinoamericans. Aquell mateix dia vam escoltar a la nit a través de diverses emissores bolivianes que el Che havia mort en combat. Tots vam comprendre que l'exèrcit bolivià l'havia assassinat complint ordres de la CIA, però ningú no es va imaginar que el crim s'havia comès a La Higuera, perquè si haguéssim conegut que el Che era allà no hauríem dubtat a intentar rescatar-lo encara que l'acció fos suïcida. | » |

Després de 1967 va servir a l'exèrcit cubà participant com a assessor militar a Angola i Nicaragua. La seva última missió de combat va ser el 1988. Actualment treballa a la direcció nacional de l'Associació de Combatents en la formació de les noves generacions. Presideix la Comissió Parlamentària d'Amistat Cuba-Etiòpia.